# Lissotriton meridionalis
Espèce
Synonymes
- Molge vulgaris var. meridionalis Boulenger, 1882
- Molge vulgaris kapelana Méhely, 1904
- Triton taeniatus var. orientalis Schreiber, 1912
- Triturus vulgaris boulengeri Dunn, 1918
- Molge italica molisana Altobello, 1926
- Spelerpes ferrugineus Lazzarini, 1930

Lissotriton meridionalis, parfois nommée Lissotriton vulgaris meridionalis quand elle est considérée comme une sous-espèce du Triton commun (Lissotriton vulgaris), est une espèce d'urodèles de la famille des Salamandridae. 

## Répartition
Ce taxon se rencontre dans une grande partie de l'Italie, en Suisse, en Croatie (uniquement en Istrie) et dans l'ouest de la Slovénie. En Suisse, cette espèce n'est originellement trouvée qu'au Tessin, où elle est menacée, mais a été introduite dans le canton de Genève avant 1975 et invasive depuis lors,,.

## Publication originale
- Boulenger, 1882 : Catalogue of the Batrachia Gradientia s. Caudata and Batrachia Apoda in the collection of the British Museum, ed. 2, p. 1-127 (texte intégral).